# Ascot Corner
Ascot Corner es un municipio canadiense situado en la provincia de Quebec.

## Superficie
Ascot Corner tiene una superficie de 81,64 km².

## Demografía
En 2021, tenía 3368 habitantes, una densidad poblacional de 41,3 hab./km², y 1364 viviendas.